# Niels Ferguson
Niels Ferguson (* 10. Dezember 1965 in Eindhoven) ist ein niederländischer Kryptograph. Er arbeitet zurzeit für Microsoft.
Ferguson hat am Hash-Algorithmus Skein, am Stromchiffrierer Helix und am WLAN-Sicherheitsstandard WPA2 mitgewirkt. Weiterhin hat er 1999 zusammen mit Bruce Schneier und John Kelsey den Zufallszahlengenerator Yarrow entwickelt, den er später mit Bruce Schneier zu Fortuna weiterentwickelte. Auf der CRYPTO-Konferenz 2007 stellten er und Dan Shumow ein Dokument vor, das eine Schwäche in dem vom NIST spezifizierten kontroversen Pseudozufallsgenerator Dual_EC_DRBG darlegt.

## Schwächen von AES / Rijndael
Niels Ferguson hat den Verschlüsselungsalgorithmus Twofish mitentwickelt, der im Wettbewerb für den Advanced Encryption Standard im Finale unterlegen ist. Ferguson hat kurz vor der Entscheidung eine Darstellung des späteren Gewinneralgorithmus Rijndael als relativ einfachen Kettenbruch präsentiert. Dies führte er in einem Vortrag auf der HAL 2001 aus.

## HDCP
Ferguson behauptete im selben Vortrag auf der HAL, das Kopierschutzsystem HDCP gebrochen zu haben. Allerdings könne er seine Ergebnisse nicht veröffentlichen, da er aufgrund des Digital Millennium Copyright Act dann befürchten müsse, nicht mehr in die USA einreisen zu können. Der Hauptschlüssel von HDCP tauchte neun Jahre später im Internet auf.

## Bücher
- Niels Ferguson, Bruce Schneier: Practical Cryptography. Wiley, Indianapolis IN 2003, ISBN 0-471-22357-3 (englisch)